# 兵庫県立北神戸総合高等学校
兵庫県立北神戸総合高等学校（ひょうごけんりつきたこうべそうごうこうとうがっこう）は、兵庫県神戸市北区に位置する県立高等学校。

## 設置学科
- 総合学科

## 沿革
- 2025年4月1日 - 兵庫県立神戸北高等学校と兵庫県立神戸甲北高等学校を統合し、神戸甲北高校の校地に開校[2]。